# Rovine (cartier în Craiova)
Rovine este un cartier al Craiovei situat în partea de nord-est față de centrul orașului.

## Legături externe
- Rovine – un cartier neterminat